# Орден Героїв Небесної Сотні
Орден Героїв Небесної Сотні — державна нагорода України для відзначення осіб «за громадянську мужність, патріотизм, відстоювання конституційних засад демократії, прав і свобод людини, активну благодійну, гуманістичну, громадську діяльність в Україні, самовіддане служіння Українському народу, виявлені під час Революції гідності (листопад 2013 року — лютий 2014 року), інших подій, пов'язаних із захистом незалежності, суверенітету і територіальної цілісності України».
Автори ордену — Тарас Возняк та Костянтин Ковалишин.

## Історія нагороди
- 26 червня 2014 року Президент України Петро Порошенко вніс до Верховної Ради України як невідкладний для позачергового розгляду законопроєкт «Про внесення змін до статті 7 Закону України „Про державні нагороди України“»[1], яким було запропоновано увічнити пам'ять полеглих під час Революції Гідності шляхом встановлення на їх честь нового ордена Героїв Небесної Сотні.[2]
- 1 липня 2014 року Верховна Рада України розглянула за скороченою процедурою та ухвалила поданий Президентом Закон «Про внесення змін до статті 7 Закону України „Про державні нагороди України“», яким заснувала нову державну нагороду України — орден Героїв Небесної Сотні[3][4][5]. Законом також доручено Кабінету Міністрів України забезпечити проведення всеукраїнського конкурсу на кращий ескіз знака ордена Героїв Небесної Сотні та за його результатами підготувати і внести до 1 серпня 2014 року на затвердження Президентові України проєкт Статуту нового ордена.
- 29 серпня 2014 року Президент України Петро Порошенко вніс на розгляд Верховної Ради як невідкладний законопроєкт «Про внесення змін до деяких законів України щодо соціального захисту осіб, які нагороджені орденом Героїв Небесної Сотні»[6], яким передбачається доповнення переліку осіб, які мають особливі заслуги перед Батьківщиною, особами, які нагороджені орденом Героїв Небесної Сотні, встановлення нагородженим пенсії за особливі заслуги перед Україною та надання їм та їх родинам відповідних пільг.[7] Верховна Рада України ухвалила Закон 2 вересня 2014 року.[8]
- 3 листопада 2014 року Президент України Петро Порошенко указом № 844/2014 «Про орден Героїв Небесної Сотні» затвердив Статут та малюнок ордена Героїв Небесної Сотні.
- 27 листопада 2014 року перші три особи були посмертно нагороджені орденом Героїв Небесної Сотні за громадянську мужність, патріотизм, відстоювання конституційних засад демократії, прав і свобод людини, виявлені під час Революції гідності.[9][10]

## Конкурс
23 липня 2014 року, після набуття чинності законом «Про внесення змін до статті 7 Закону України „Про державні нагороди України“», Міністерством культури України був оголошений всеукраїнський конкурс на кращий ескіз знака ордена Героїв Небесної Сотні. Термін проведення конкурсу — з 23 по 28 липня 2014 року.

### Конкурсні вимоги до знака ордена
- Знак ордена не повинен відтворювати існуючі державні нагороди України та іноземних держав;
- у знаку ордена не може використовуватися символіка політичних партій та громадських організацій України;
- знак ордена повинен передбачати кріплення до стрічки для носіння знака ордена на грудях або на шиї (на розсуд учасника Конкурсу);
- розмір знака ордена в натуральну величину не може перевищувати 45 мм у ширину для знака ордена, що носиться на грудях і 60 мм у ширину для знака ордена, що носиться на шиї. Ширина стрічки для знака ордена, що носиться на грудях, має становити 28 мм, для знака ордена, що носиться на шиї — 45 мм;
- знак ордена може передбачати замінники для повсякденного носіння: мініатюру, планку та розетку;
- знак ордена не повинен потребувати використання для його виготовлення дорогоцінних та напівдорогоцінних каменів, а також їх імітацій (стразів).

### Результати конкурсу

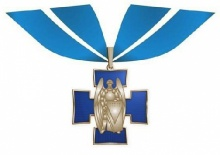
Ескіз знака ордена Т.Возняка та К.Ковалишина (переможець конкурсу)

29 липня 2014 року в Мінкультури відбулося засідання Комісії з проведення всеукраїнського конкурсу на кращий ескіз знака ордена Героїв Небесної Сотні. Всього було подано 17 конкурсних проєктів від 16 учасників (2 проєкти у авторському колективі із двох осіб). Своїм рішенням комісія відзначила три ескізи знака ордена Героїв Небесної Соті (з рекомендаціями доопрацювання): конкурсні ескізи авторського колективу Тараса Возняка та Костянтина Ковалишина (м. Львів) — переможець конкурсу; авторського колективу Олександра Сопова та Алевтини Несіної-Інькової (м. Київ) — друге місце; автора Олексія Руденко (м. Київ) — третє місце.
Кабінет Міністрів України на своєму засіданні 6 серпня 2014 року схвалив проєкт Указу Президента України «Про Орден Небесної Сотні», Статут та малюнок Ордену Героїв Небесної Сотні.

### Опис проєкту знака ордена
(проєкт опису, запропонований Президенту України Кабінетом міністрів за результатами конкурсу)
Знак ордена Героїв Небесної Сотні виготовлятиметься зі срібла у формі рівностороннього хреста, сторони якого закінчуються поперечинами. Сторони хреста покриватимуться напівпрозорою блакитною емаллю. У центрі хреста — рельєфне зображення небесного воїна в обладунках з мечем та щитом. Обладунки та щит стилізовані під відповідні саморобні предмети спорядження учасників Революції гідності. На зворотному боці знака ордена розміщений напис рельєфними літерами «Свобода та гідність».

## Статут ордена
- Орден Героїв Небесної Сотні встановлено для відзначення осіб за громадянську мужність, патріотизм, відстоювання конституційних засад демократії, прав і свобод людини, активну благодійну, гуманістичну, громадську діяльність в Україні, самовіддане служіння Українському народу, виявлені під час Революції гідності (листопад 2013 року — лютий 2014 року), інших подій, пов'язаних із захистом незалежності, суверенітету і територіальної цілісності України.
- Орденом Героїв Небесної Сотні нагороджуються громадяни України, іноземці та особи без громадянства.
- Нагородження орденом Героїв Небесної Сотні провадиться указом Президента України.
- Нагородження орденом Героїв Небесної Сотні вдруге не провадиться.
- Нагородження орденом Героїв Небесної Сотні може бути проведено посмертно.
- Нагороджений орденом Героїв Небесної Сотні іменується лицарем ордена Героїв Небесної Сотні.
- Представлення до нагородження орденом Героїв Небесної Сотні та вручення цієї державної нагороди провадиться відповідно до Порядку представлення до нагородження та вручення державних нагород України, затвердженого Указом Президента України від 19 лютого 2003 року № 138.[15]
- Особі, нагородженій орденом Героїв Небесної Сотні, вручаються знак ордена, орденська книжка, футляр знака ордена.
- Девіз ордена Героїв Небесної Сотні: «Свобода та Гідність».
- Особи, нагороджені орденом Героїв Небесної Сотні, повинні дбайливо ставитися до його схоронності. Нагородженому можуть бути видані дублікати знаків ордена, орденської книжки, якщо Комісією державних нагород та геральдики буде визнано, що втрата державної нагороди, орденської книжки сталася з причин, які не залежать від нагородженого.
- У разі смерті нагородженого, якому за життя знак ордена Героїв Небесної Сотні та орденську книжку не було вручено, або у разі нагородження особи посмертно знак ордена та орденська книжка передаються в установленому порядку сім'ї такого нагородженого.
- Після смерті нагородженого орденом Героїв Небесної Сотні, за наявності спадкоємців, знак ордена та орденська книжка залишаються у сім'ї померлого як пам'ять.
- За згодою спадкоємців знак ордена Героїв Небесної Сотні та орденська книжка можуть бути передані на тимчасове або постійне зберігання музею. Знак ордена Героїв Небесної Сотні та орденська книжка передаються музею на підставі рішення Комісії державних нагород та геральдики за наявності відповідного клопотання музейного закладу.
- У разі відсутності у померлого нагородженого орденом Героїв Небесної Сотні спадкоємців знак ордена та орденська книжка мають бути передані на зберігання до Державного управління справами.

## Соціальний захист
Лицарі ордена Героїв Небесної Сотні вважаються особами, які мають особливі заслуги перед Україною відповідно до Закону України «Про статус ветеранів війни, гарантії їх соціального захисту». Законом серед інших пільг передбачено поховання з військовими почестями особи, нагородженої орденом Героїв Небесної Сотні. Законом України «Про пенсії за особливі заслуги перед Україною» передбачено, що особам, нагородженим орденом Героїв Небесної Сотні, встановлюються пенсії за особливі заслуги перед Україною.

## Опис знака ордена

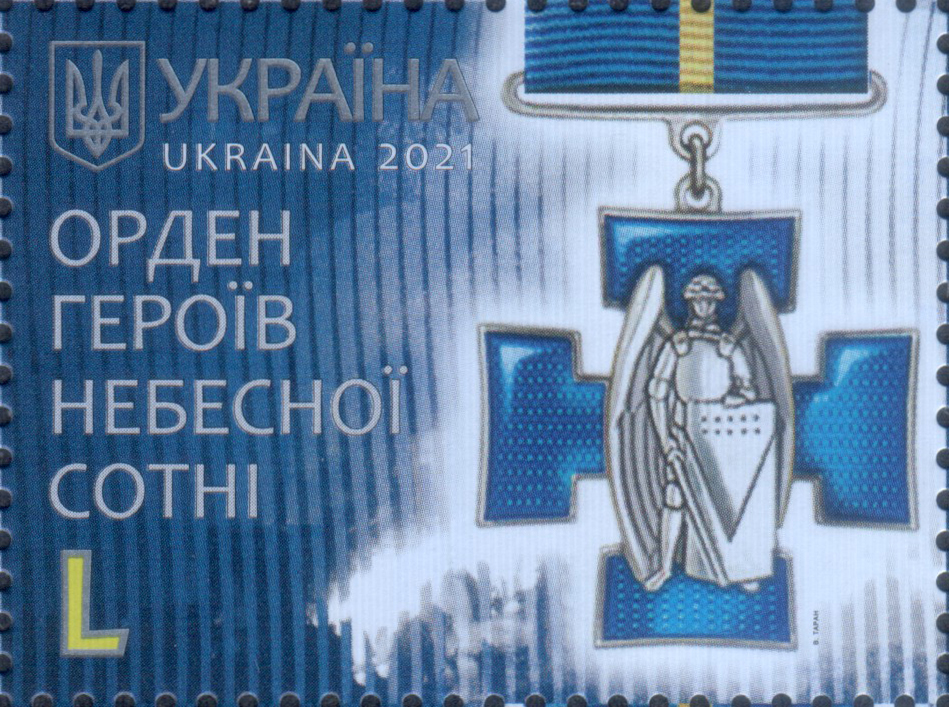
Орден Героїв Небесної Сотні на поштовій марці України № 1894 (2021 р.)

- Знак ордена Героїв Небесної Сотні виготовляється зі срібла і має форму прямого рівностороннього хреста з однаковими основами на його кінцях (хрест-потент). Хрест покритий напівпрозорою блакитною емаллю, зі срібною облямівкою по периметру. У центрі хреста — зображення небесного воїна в обладунках з мечем та щитом. Обладунки та щит стилізовані під відповідні саморобні предмети спорядження учасників Революції гідності (листопад 2013 року — лютий 2014 року). Усі зображення рельєфні. На зворотному боці знака ордена розміщений напис рельєфними літерами «СВОБОДА ТА ГІДНІСТЬ» та вигравіруваний номер знака.
- Розмір хреста ордена між протилежними його кінцями — 36 мм. Хрест ордена за допомогою кільця та вушка з'єднується з прямокутною колодкою, обтягнутою шовковою муаровою стрічкою блакитного кольору з жовтою поздовжньою смужкою посередині. Ширина стрічки — 28 мм, а ширина смужки — 3 мм. Розмір колодки: висота — 45 мм, ширина — 28 мм. На зворотній стороні колодки — застібка для кріплення знака ордена до одягу.
- Планка хреста ордена Героїв Небесної Сотні являє собою прямокутну металеву пластинку, обтягнуту стрічкою, як на колодці хреста ордена. Розмір планки: висота — 12 мм, ширина — 24 мм.

## Послідовність розміщення знаків державних нагород України
- Орден Героїв Небесної Сотні носиться з лівого боку грудей. За наявності у нагороджуваної особи орденів князя Ярослава Мудрого V ступеня, «За заслуги» III ступеня знак ордена Героїв Небесної Сотні розміщується після них.
- За наявності в особи інших державних нагород України, нагород іноземних держав знак ордена Героїв Небесної Сотні розміщують перед ними.
- Планка ордена Героїв Небесної Сотні розміщується після планки ордена Богдана Хмельницького ІІІ ступеня.

## Лицарі ордена Героїв Небесної Сотні
На 16 лютого 2018 року орденом Героїв Небесної Сотні нагороджені 4 особи.
1. Жизневський Михайло Михайлович (27 листопада 2014, посмертно)[9][10] —  Білорусь
2. Кіпіані Давид (27 листопада 2014, посмертно)[9][10] —  Грузія
3. Хурція Зураб (27 листопада 2014, посмертно)[9][10] —  Грузія
4. Більчук Тарас Миколайович (16 лютого 2018, посмертно)[18][19] —  Україна